# Euchromius
Euchromius är ett släkte av fjärilar som beskrevs av Achille Guenée 1845. Enligt Catalogue of Life ingår Euchromius i familjen Crambidae, men enligt Dyntaxa är tillhörigheten istället familjen mott.

## Bildgalleri

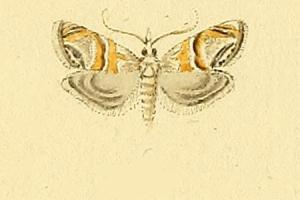
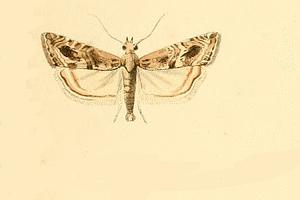
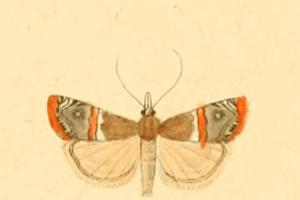

## Dottertaxa tillEuchromius, i alfabetisk ordning[1][2]
- Euchromius anapiellus
- Euchromius aris
- Euchromius asbenicola
- Euchromius bahrlutella
- Euchromius bella
- Euchromius bleszynskiellus
- Euchromius bleszynskii
- Euchromius brunnealis
- Euchromius californicalis
- Euchromius cambridgei
- Euchromius circulus
- Euchromius cochlearella
- Euchromius confusus
- Euchromius congruentella
- Euchromius cornus
- Euchromius corsicalis
- Euchromius cypriusella
- Euchromius cyrillella
- Euchromius cyrilli
- Euchromius discopis
- Euchromius donum
- Euchromius ernatus
- Euchromius erum
- Euchromius funiculella
- Euchromius galapagosalis
- Euchromius gartheellus
- Euchromius geminus
- Euchromius gigantea
- Euchromius gnathosellus
- Euchromius gozmanyi
- Euchromius gratiosellus
- Euchromius hampsoni
- Euchromius ilkui
- Euchromius islamella
- Euchromius jaxartella
- Euchromius joiceyella
- Euchromius karsholti
- Euchromius keredjella
- Euchromius klimeschi
- Euchromius kuphitincta
- Euchromius labellum
- Euchromius limaellus
- Euchromius locustus
- Euchromius luciella
- Euchromius luteella
- Euchromius malekalis
- Euchromius matador
- Euchromius micralis
- Euchromius minutus
- Euchromius mouchai
- Euchromius mythus
- Euchromius nigrobasalis
- Euchromius nivalis
- Euchromius ocellea
- Euchromius prototypa
- Euchromius pulverosa
- Euchromius pygmaea
- Euchromius qadrii
- Euchromius ramburiellus
- Euchromius rayatella
- Euchromius roxanus
- Euchromius saltalis
- Euchromius scobiolae
- Euchromius siuxellus
- Euchromius subcambridgei
- Euchromius sudanellus
- Euchromius superbella
- Euchromius szijjartoi
- Euchromius tanalis
- Euchromius texana
- Euchromius viettei
- Euchromius vinculella
- Euchromius wocheella
- Euchromius zaguljaevi
- Euchromius zephyrus
- Euchromius zonella